# Пелтініш (комуна, Караш-Северін)
Пелтініш (рум. Păltiniș) — комуна у повіті Караш-Северін в Румунії. До складу комуни входять такі села (дані про населення за 2002 рік):
- Делінешть (520 осіб)
- Корнуцел (1025 осіб)
- Охебіца (121 особа)
- Пелтініш (710 осіб)
- Руджі (307 осіб)

Комуна розташована на відстані 329 км на захід від Бухареста, 25 км на північний схід від Решиці, 80 км на південний схід від Тімішоари.

## Населення
За даними перепису населення 2002 року у комуні проживали 2683 особи.
Національний склад населення комуни:
| Національність | Кількість осіб | Відсоток |
| -------------- | -------------- | -------- |
| румуни         | 1728           | 64,4%    |
| українці       | 929            | 34,6%    |
| цигани         | 6              | 0,2%     |
| угорці         | 3              | 0,1%     |
| серби          | 2              | 0,1%     |
| чехи           | 2              | 0,1%     |

Рідною мовою назвали:
| Мова       | Кількість осіб | Відсоток |
| ---------- | -------------- | -------- |
| румунська  | 1735           | 64,7%    |
| українська | 927            | 34,6%    |
| циганська  | 6              | 0,2%     |
| чеська     | 2              | 0,1%     |

Склад населення комуни за віросповіданням:
| Релігія            | Кількість осіб | Відсоток |
| ------------------ | -------------- | -------- |
| православні        | 2364           | 88,1%    |
| п'ятдесятники      | 164            | 6,1%     |
| баптисти           | 106            | 4,0%     |
| не релігійні       | 11             | 0,4%     |
| римо-католики      | 7              | 0,3%     |
| бретрени           | 6              | 0,2%     |
| реформати          | 2              | 0,1%     |
| греко-католики     | 1              | < 0,1%   |
| адвентисти         | 1              | < 0,1%   |
| не вказали релігію | 11             | 0,4%     |

## Зовнішні посилання
- Дані про комуну Пелтініш на сайті Ghidul Primăriilor [Архівовано 19 грудня 2011 у Wayback Machine.]